# Попов, Валерий Васильевич
Вале́рий Васи́льевич Попо́в (род. 6 июля 1944, Лениногорск (Казахстан)) — российский учёный и изобретатель, разработчик методологии и средств креативной педагогики, доктор технических наук, профессор, Заслуженный изобретатель Российской Федерации, почетный работник высшего профессионального образования РФ, лауреат премии Правительства РФ в области образования.

## Биография
Родился в 1944 году в городе Лениногорске (Казахстан). После окончания в 1962 году горно-металлургического техникума работал на рудниках Казахстана помощником машиниста экскаватора, начальником смены (в 17 лет), а затем, после срочной службы в Советской армии, инженером-конструктором.
В 1968 году был принят на второй курс ленинградского и московского горных институтов. Выбрал столичный и окончил его в 1972 году.
В 1975 году защитил кандидатскую диссертацию «Методика выбора толщины предохранительной подушки с учетом параметров основания блока и принудительного обрушения пород».
В 1977—1991 гг. работал научным сотрудником, заведующим сектором в НИИ проблем высшей школы, в 1996—2006 гг. — директором ФГНУ «Центр информационно-аналитического обеспечения системы дистанционного образования».
В 1991 году стажировался в Иллинойсском университете (США).
С 1995 года по настоящее время в рамках государственных контрактов под руководством Попова В. В. выполнено несколько десятков проектов по созданию методологии, методов, технологий и компьютерных средств по интенсификации инновационной деятельности в технической сфере.
В настоящее время является генеральным директором ООО НПО «ИНФОРМ-СИСТЕМА», профессором на кафедре инженерной педагогики РГУ нефти и газа (НИУ) имени И. М. Губкина, индивидуальным предпринимателем.
Член диссертационного совета по защите докторских и кандидатских диссертаций Д.212.148.02 при ФГБОУ ВО «Московский государственный университет пищевых производств». Член редакционного совета журнала «Вестник компьютерных и информационных технологий», включенного в перечень ВАК.
Член экспертных советов при Комитете по энергетике и Комитете по экономической политике, промышленности, инновационному развитию и предпринимательству Государственной Думы ФС РФ.
Имеет более 40 лет педагогического стажа, опубликовал более 200 научных работ, получил 67 патентов на изобретения и полезные модели в 7 отраслях экономики.

## Почётные звания, награды и государственные премии
Заслуженный изобретатель РФ
Лауреат премии Правительства РФ в области образования
Почётный работник высшего профессионального образования РФ